# دولسي بونتيس
دولسي بونتيس (بالبرتغالية: Dulce Pontes‏) (و. 1969  م) هي مغنية مؤلفة، ومغنية برتغالية، ولدت في مونتيجو، شاركت في مسابقة الأغنية الأوروبية 1991.

## وصلات خارجية
- دولسي بونتيس على موقع IMDb (الإنجليزية)
- دولسي بونتيس على موقع ميوزك برينز (الإنجليزية)
- دولسي بونتيس على موقع أول ميوزيك (الإنجليزية)
- دولسي بونتيس على موقع ديسكوغز (الإنجليزية)
- دولسي بونتيس على موقع قاعدة بيانات الفيلم (الإنجليزية)
- دولسي بونتيس في قاعدة بيانات الأفلام على الإنترنت